# Wippenham
Wippenham là một đô thị thuộc huyện Ried im Innkreis thuộc bang Oberösterreich, Áo. Đô thị Wippenham có diện tích 8 km², dân số thời điểm năm 2006 là 555 người.